# Cordeiros
Cordeiros é um município brasileiro do estado da Bahia, sendo um dos 24 municípios participantes do Território de Identidade Sudoeste Baiano proposto pela Superintendência de Estudos Econômicos e Sociais da Bahia

## História
O município de Cordeiros foi formado pela miscigenação de habitantes indígenas que aqui já existia, chegando depois uma família italiana e também escravos africanos.
Nos meados do século XIX, o capitão Manoel Cordeiro da Silva iniciou a construção da capela do Senhor Bom Jesus da Boa Vida, numa localidade pertencente ao município de Condeúba, formando-se o povoado de Candeal.
Por influência da família do capitão Manoel Cordeiros, esse povoado passou a denominar-se Cordeiros, em 1938.
Em 1944, o nome passou a ser Mandacaru e, finalmente, com a criação do município, em 1961, voltou a denominar-se Cordeiros. O primeiro prefeito de Cordeiros foi  Joaquim José Gonçalves Sobrinho (1924-2022), eleito em 07 de outubro de 1962 com 358 votos.  

## Geografia

### Demografia
Conforme dados do Instituto Brasileiro de Geografia e Estatística (IBGE), o município de Cordeiros, na Bahia, registrou uma população de 7.546 habitantes no Censo de 2022, correspondendo a uma redução em comparação com o levantamento realizado em 2010. No ranking populacional dos municípios, Cordeiros ocupa atualmente a 379ª posição no estado da Bahia, a 1.321ª colocação na região Nordeste e a 3.506ª no cenário nacional. O IBGE também aponta que a densidade demográfica local é de 14,41 habitantes por quilômetro quadrado, enquanto a média de moradores por domicílio é de 2,86.

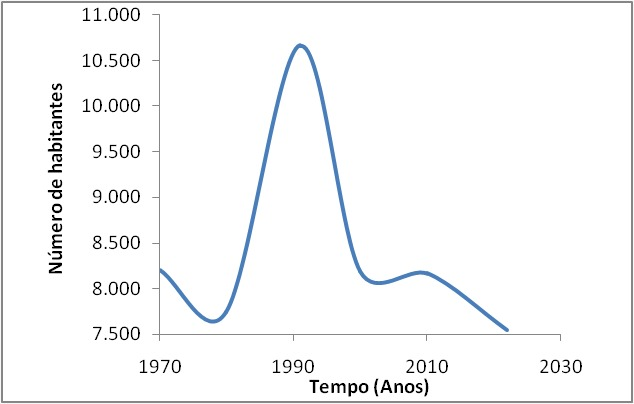
Crescimento Populacional do Município de Cordeiros (BA) segundo o Censo do IBGE 2022

| Ano  | Número de habitantes | Taxa de Crescimento (%) |
| ---- | -------------------- | ----------------------- |
| 1970 | 8.207                | -0.56%                  |
| 1980 | 7.744                | 3.43%                   |
| 1991 | 10.664               | -2.57%                  |
| 2000 | 8.193                | -0.03%                  |
| 2010 | 8.168                | -0.63%                  |
| 2022 | 7.546                |                         |

## Organização Político-Administrativa
O Município de Cordeiros possui uma estrutura político-administrativa composta pelo Poder Executivo, chefiado por um Prefeito eleito por sufrágio universal, o qual é auxiliado diretamente por secretários municipais nomeados por ele, e pelo Poder Legislativo, institucionalizado pela Câmara Municipal de Cordeiros, órgão colegiado de representação dos munícipes que é composto por vereadores também eleitos por sufrágio universal.

### Atuais autoridades municipais de Cordeiros
- Prefeito: Delci Alves Luz - PSD (2021/-)[14]
- Vice-prefeito: Renivaldo Francisco de Sousa - PT (2021/-)[14]
- Presidente da câmara: Fabiano Gomes de Sousa - PSD (2021/-)[15]

## Imagens

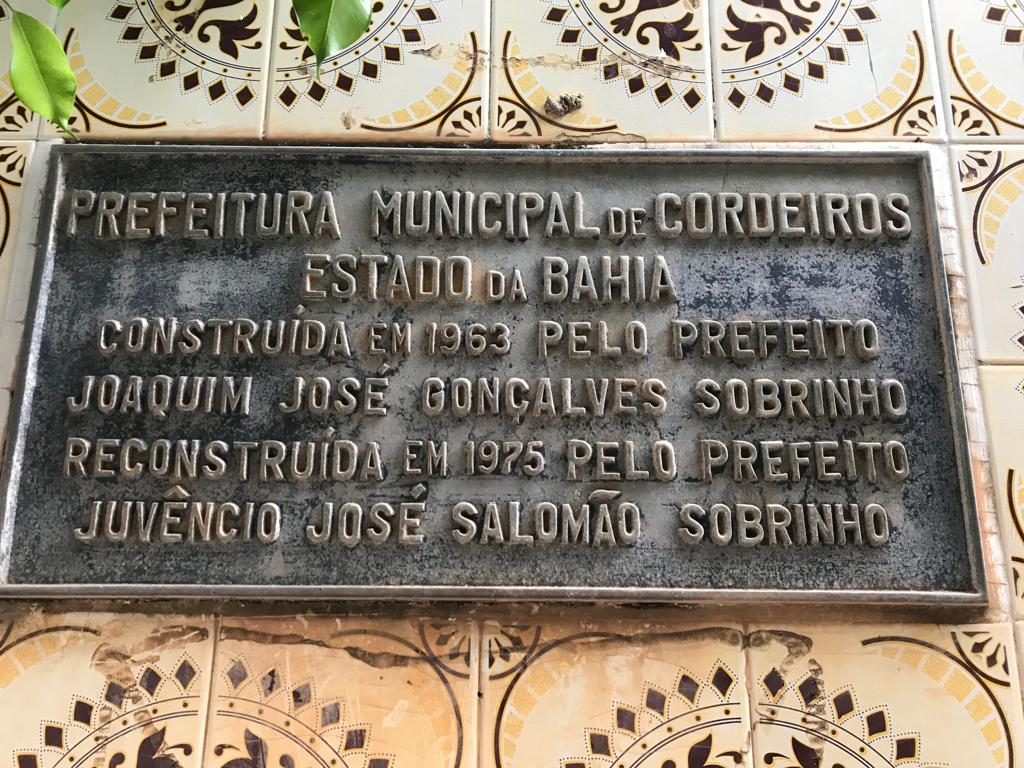
Placa comemorativa instalada na sede da prefeitura de Cordeiros
- Documento oficial da diplomação do primeiro prefeito de Cordeiros